# غريغوري إيزاك
غريغوري إيزاك (بالإنجليزية: Gregory Isaacs)‏ هو مغني جامايكي، ولد في 15 يوليو 1951 في كينغستون في جامايكا، وتوفي في 25 أكتوبر 2010 في لندن في المملكة المتحدة بسبب سرطان الرئة.

## وصلات خارجية
- غريغوري إيزاك على موقع IMDb (الإنجليزية)
- غريغوري إيزاك على موقع ميوزك برينز (الإنجليزية)
- غريغوري إيزاك على موقع أول ميوزيك (الإنجليزية)
- غريغوري إيزاك على موقع ديسكوغز (الإنجليزية)
- غريغوري إيزاك على موقع قاعدة بيانات الفيلم (الإنجليزية)